# Enzo Bucchioni
Enzo Bucchioni (Aulla, 16 marzo 1954) è un giornalista, commentatore televisivo e opinionista italiano.

## Biografia
Giornalista dal 1976, prima di dedicarsi allo sport ha guidato varie redazioni locali del quotidiano fiorentino La Nazione. Si è occupato di cronaca nera ed è stato inviato al seguito del Presidente della Repubblica Sandro Pertini.
La sua carriera di giornalista sportivo comincia nella seconda metà degli anni ottanta. Collabora a diverse riviste, compreso il Guerin Sportivo. Come inviato ha partecipato a Olimpiadi, Campionati del mondo e Campionati europei di calcio, Champions League ed altri grandi avvenimenti sportivi internazionali.
Nel 2006 ha scritto Un calcio nel cuore, raccogliendo le confessioni di Luciano Moggi dopo Calciopoli.
Come opinionista televisivo, ha partecipato al programma Il processo di Biscardi oltre a varie trasmissioni su Sky, Rai, Odeon, Italia 7 e Sportitalia. È opinionista di Radio Sportiva, scrive sul portale Violanews. Dal febbraio 2011 all'ottobre 2014 è stato direttore di QS Quotidiano Sportivo.
Fa parte della commissione che premia i vincitori della Hall of Fame del calcio italiano della Federcalcio.

## Opere
- Enzo Bucchioni e Serse Cosmi, L'uomo del fiume. La mia vita, il mio calcio, Milano, Dalai Editore, 2004, ISBN 9788884901644.
- Enzo Bucchioni, Un calcio nel cuore, milano, TEA, 2007, ISBN 9788850267804.

## Periodici
- La Nazione
- Guerin Sportivo
- QS Quotidiano Sportivo

## Trasmissioni televisive
- Il processo di Biscardi

## Riconoscimenti
- Premio Bancarella Sport
  - 2003 - Per L'uomo del fiume. La mia vita, il mio calcio (condiviso con Serse Cosmi)